# Wareham Center
Wareham Center es un lugar designado por el censo ubicado en el condado de Plymouth en el estado estadounidense de Massachusetts. En el Censo de 2010 tenía una población de 2.896 habitantes y una densidad poblacional de 590,05 personas por km².

## Geografía
Wareham Center se encuentra ubicado en las coordenadas 41°45′2″N 70°43′20″O / 41.75056, -70.72222. Según la Oficina del Censo de los Estados Unidos, Wareham Center tiene una superficie total de 4.91 km², de la cual 3.76 km² corresponden a tierra firme y (23.43%) 1.15 km² es agua.

## Demografía
Según el censo de 2010, había 2.896 personas residiendo en Wareham Center. La densidad de población era de 590,05 hab./km². De los 2.896 habitantes, Wareham Center estaba compuesto por el 88.64% blancos, el 3% eran afroamericanos, el 0.69% eran amerindios, el 0.52% eran asiáticos, el 0% eran isleños del Pacífico, el 2.52% eran de otras razas y el 4.63% pertenecían a dos o más razas. Del total de la población el 1.83% eran hispanos o latinos de cualquier raza.